# Unruhige Gäste
Unruhige Gäste. Ein Roman aus dem Säkulum von Wilhelm Raabe entstand vom Juni bis zum Oktober 1884 und erschien 1885 in der Gartenlaube. In Buchform kam das Werk 1886 bei Grote in Berlin heraus. Raabe hat zwei Nachauflagen erlebt.
Die Liebe des Gentlemen-Gelehrten Baron Professor Dr. Veit von Bielow-Altrippen zu dem Pfarrfräulein Phöbe Hahnemeyer ist unglücklich.

## Inhalt
Veit entfernt sich aus dem Säkulum, genauer gesagt, aus dem Kurhotel im Tal. Der junge Mann „aus der Zeitlichkeit“, ein heiterer, mäßiger Charakter mit gesundem Körper und ausreichendem Vermögen, amüsiert sich auf seiner „Pläsierreise“. Er steigt unbekümmert hinauf in das Bergdorf zu Prudens Hahnemeyer, seinem Kommilitonen aus den guten alten Zeiten in Halle. Der Gastgeber Prudens, vormals Studiosus Theologiae, ist inzwischen Pfarrherr oben im Wald geworden. Der Gast wird von Phöbe, der 20-jährigen Schwester des Pfarrers, bewirtet. Veit ist mit offenen Augen durch die sommerlichen Fluren gestiegen. Er spricht die Existenz der Quarantäne-Baracke für Flecktyphus-Kranke außerhalb des Dorfes an. Phöbe, vormals „Pflegerin und Lehrerin der kleinen Kinder in der Idiotenanstalt zu Halah“, geht in der Baracke ein und aus. Sie berichtet ihrem Bruder eine Neuigkeit. Anna Fuchs sei dort an Typhus gestorben. Volkmar Fuchs, der Ehemann der Toten, verweigert ein christliches Begräbnis. Er will seine Frau im Wald beerdigen. Denn Anna soll nicht neben den Toten derer liegen, die das Ehepaar Fuchs samt Kindern in Quarantäne außerhalb des Dorfes abgeschoben haben.
Der Dorfvorsteher muss Annas Bestattung auf dem Kirchhof durchsetzen, hat aber vor der Holzaxt und dem sechsläufigen Revolver des verrufenen Wilddiebs und Zuchthäuslers Volkmar Fuchs gehörigen Respekt. So schickt der Vorsteher den Pfarrer gegen den Träger des Eisernen Kreuzes anno 1870 und besten Schützen des Dorfes vor. Prudens trinkt aus Volkmars Flasche, wird aber trotz bestandener Mutprobe von dem Gastgeber grob abgewiesen. Der Dorfvorsteher lässt nicht locker. Er überredet Phöbe zu einem Gang in die Baracke. Das Mädchen, das Anna Fuchs bis zuletzt gepflegt hat, soll den störrischen Witwer zu einem kirchlichen Begräbnis überreden. Zudem möchte sich der knauserige Vorsteher vor den Bestattungskosten drücken. Prudens und Phöbe sind arm. Veit mischt sich ein. Er will die Kosten tragen. Ein solcher Gast wie der Ankömmling Veit ist beim Vorsteher hochwillkommen.
Landphysikus Dr. Hanff kommt in gesundheitspolizeilicher Mission aus Veits Kurort zur Okularinspektion heraufgeritten und begegnet im Haus des Pfarrers einem Bekannten aus dem Kurhotel – dem Herrn Professor Veit von Bielow.
Phöbe warnt Veit eindringlich vor der Ansteckungsgefahr, der er in der Baracke bei der aufgebahrten Toten ausgesetzt sein wird. Veit lässt sich nicht abweisen. Er habe weder Eltern noch Geschwister. Von seiner Valerie schweigt der Gast. Der Professor begleitet also das Mädchen zur Vierlingswiese. In der Baracke erkennt Volkmar Fuchs auf einen Blick, der Herr neben Phöbe kommt aus der vornehmen Welt. Der Witwer – über die teure Tote gebeugt – bereitet das private Begräbnis vor. Weil sich Veit in Begleitung Phöbes befindet, will Volkmar Fuchs dem Fremden die aktive Teilnahme an der unmittelbar bevorstehenden Beerdigung im Wald nicht verweigern. Da macht Veit ein überraschendes Angebot. Anna Fuchs soll auf seine Kosten zwischen den künftigen Grabstätten von Phöbe und Veit in Gottes Frieden ruhen. Phöbe ist erstaunt. Volkmar Fuchs lenkt ein. Er macht „die Leiche seines Weibes nicht zu einer Waffe in seinem Kampfe mit der Gesellschaft“, sondern geht kurz entschlossen auf den unerwarteten Vorschlag ein.
Nach dem kirchlichen Begräbnis schleicht sich Volkmar Fuchs mit seinen Kindern „scheu, gebändigt und wie beschämt“ vom Friedhof davon. Nur Phöbe und der „mit ihr in so ernster Weise diesem Ort verbundene Gast“ bleiben vor den drei Grabstellen stehen. Phöbe hört sich Veits Abschiedswort an und beantwortet seinen Wunsch auf ein Wiedersehn: „Liebe Freunde müssen wir wahrlich nun uns bleiben für alle unsere Tage auf Erden.“ Der so Verabschiedete steigt von der Tragödie aus dem Bergwald hinab in die Komödie zu den „hastigen Schwätzern und nervösen Lärmmachern“ in sein Kurhotel. Der unruhige Gast Veit – wieder mit seiner Valerie zusammen – begegnet Dr. Hanff. Über den geschwätzigen Badearzt erfährt Fräulein Valerie jede Einzelheit der Tragödie. Sie kann für Veits Abstecher kein Verständnis aufbringen. Die junge Dame sucht zusammen mit einem Einheimischen Volkmar Fuchs in den Bergen auf, isst schaudernd mit ihm und erfährt von ihrem Gastgeber die Wahrheit: „So hatte ich den Sonnenschein seit Wochen nicht… gehabt, als wie die zwei, Fräulein Phöbe und der Herr Baron, jetzt darin [in der Baracke] standen und mir ihren Vorschlag taten. Als die in ihrer Seele eins wurden vor dem Tode, ist es mir in meiner Seele bloß als ein Licht aufgegangen: ‚Und auf das Pack um dich her hast du was gegeben, Fuchs, wo doch so was möglich ist in der Welt?‘“ Valerie begibt sich darauf zu Fräulein Phöbe Hahnemeyer. Der schöne „unruhige Gast“ will unbedingt einen Blick auf die drei Grabstätten werfen. „Unsägliche Angst“ befällt Phöbe angesichts der plötzlich streng und zornig gewordenen Fremden. Phöbe gehorcht und führt die Dame auf den Friedhof. Valerie verharrt auf dem Gottesacker. Wiederum kann sie ihren Veit nicht verstehen.
In das Hotel zurückgekehrt, erfährt Valerie, Dr. Hanff hat bei Baron Bielow „gastrische Komplikationen“ diagnostiziert. Die Hotelgäste reisen mitten in der Saison aus dem „berühmten Kurort“ in Scharen ab. Die Papiere der Aktiengesellschaft fallen um fünfzig Prozent. Wie konnte der Baron im Gebüsch herumkriechen, um den Typhus „in die Gesellschaft einzuschleppen“!
In seinen letzten lichten Augenblicken schreibt Veit seinen Willen unleserlich und konfus nieder. Zu Volkmar Fuchs in die Quarantäne-Baracke will er gebracht werden. Er sei dazu berechtigt und beruft sich auf Phöbe. Der Baron wird jedoch außerhalb des Kurortes im renovierten Siechenhaus, nun Villa Bielow betitelt, gemäß den neuesten Erkenntnissen der Desinfektionslehre untergebracht – abgeschoben wie die Familie Fuchs. Als Phöbe von der überstürzten Abreise des „feinen Frauenzimmers“ Valerie erfährt, eilt sie ins Siechenhaus und hilft bei der Pflege Veits. Dr. Hanff hatte sich vergeblich gegen Phöbes Einsatz gewehrt. Der Baron überlebt die Krankheit und heiratet Valerie. Die Hochzeitsreise führt das junge Paar auf der Flucht vor dem „germanischen Daseinsgrau“ nach Palermo. In einem Brief aus Sizilien an seinen Studienfreund, den asketischen Pfarrer Prudens Hahnemeyer, distanziert sich der Herr Baron vom unbedachten Kauf seiner Grabstätte im Walde und bedauert Phöbe.

## Zitate
- „Nichts ist so mächtig als die hinfließende Zeit.“[8]
- „Wir sind alle unruhige Gäste auf des Herrn Erdboden.“[9]
- „Allein hat mans immer am besten auf Erden.“[10]

## Rezeption
Zeitgenossen:
- „Gartenlaube“-Leser hätten sich 1885 über die Veröffentlichung entsetzt und sich außerdem über den Romanschluss bei Kröner[11] beklagt.[12] Kröner schreibt an den Autor: „Die Gebildeten unter unseren Lesern zollen dem Roman uneingeschränktes Lob, aber die große Mehrzahl hat Sie gegen den Schluß hin nicht mehr verstanden.“[13] Raabe sei allerdings auf die versöhnlerischen Vorschläge des „Gartenlaube“-Herausgebers nicht eingegangen.[14]
- Hermann Conradi vergleicht am 30. Mai 1886 in der „Täglichen Rundschau“ Raabe mit Jean Paul und findet für den Autor der „Unruhigen Gäste“ die Attribute „Meister der geistreichen Umständlichkeit“ und „gesunder, kraftgespannter Schriftsteller“.[15]
- In den „Hamburger Nachrichten“ vom 24. Juni 1886 steht, Raabe habe sich „fleißig… in der Ausmalung der wechselnden Stimmungen“ betätigt.[16]
- Zeitgenössische Kritiker hätten mitunter den Roman „christlich“ interpretiert.[17]

Titel
- Hoppe geht in seinem biographischen Nachwort auf die beiden Titel gebenden Termini Unruhe und Säkulum ein. Danach ist das Säkulum der „Werkeltag des zeit- und raumgebundenen gesellschaftlichen Daseins, dies im Unterschied zu einer seelischen und charakterlichen Haltung, die sich nicht durch die Unruhe beeinträchtigen läßt, die vom Tagesgeschehen ausgeht.“ Der Pfarrer und Phöbe fühlten „sich nur als Gast auf der Erde und suchten sich deshalb der Zeitlichkeit zu entziehen.“ Dieser Versuch gelänge nur Phöbe; ihrem Bruder, dem ruhelosen, „selbstquälerisch-finstern“ Gottsucher, jedoch nicht.[18]

Wahl des Stoffes
- Der Roman sei auch eine Auseinandersetzung mit Zolas „Nana“ und Ibsens „Ein Volksfeind“.[19] Allerdings habe Raabe – mit Rücksicht auf die deutsche Leserschaft – seine Phöbe gleichsam als inverse Nana dargestellt: Die Schwester des Pfarrers verdränge ihre Sexualität.[20]
- Raabe hat neueste Ergebnisse der zeitgenössischen medizinischen Forschung thematisiert. 1884 war Gaffky die Züchtung des Typhuserregers gelungen.[21]
- Am 14. Juli 1860 kommt Raabe auf einer Wanderung in der Nähe von Hüttenrode an einer Unterkunft „mit den Faulfieberkranken“ vorbei.[22]
- Der Kurort im Gebirge wird zwar nicht lokalisiert, befindet sich jedoch in Kyffhäuser-Nähe. Das folgt zwingend aus dem Verknüpfen vorliegender Geschichte (Siechenhaus) mit der „Zum wilden Mann“.

Gattung
- Aus dem umfangreichen Œuvre Raabes sei „Unruhige Gäste“ das einzige Werk, das der Autor „Roman“ genannt hat.[23]

Die neuere Literaturgeschichtschreibung hat den Roman beachtet:
- Spannung entstehe aus dem Gegensatz zwischen „Flüchtigkeit des Gastseins“ und „Gebundenheit an einen Ort oder eine Person“[24]. Binczek bespricht die vergebliche Annäherung Veits an Phöbe[25]. Raabe urteile nicht, sondern stelle Unwägbarkeiten dar; in dem Fall ausgehend von einer ansteckenden Krankheit[26].
- Sprengel reiht den Roman ein in Raabes Werke mit „Tendenz zur Welt-Absage“.[27] Geschildert werde die „Ausgrenzung“ des Einzelnen durch die Gemeinschaft. Die „Diskriminierten“ seien auf die Hilfe „unabhängiger Einzelgänger“ angewiesen.[28]
- Allerdings seien die Protagonisten herausragende Charaktere in dem Sinne: Die Gesellschaft könne das starke Individuum nicht zerstören.[29]

Hinweise auf weiter führende Arbeiten finden sich bei
Fuld:
Gertrud Höhler: „Unruhige Gäste. Das Bibelzitat in Wilhelm Raabes Roman“. 251 Seiten. Bonn 1969 (Dissertation vom 21. November 1967)
Binczek:
Karl Lorenz: „Der Liebesroman Phöbes und Veits in den ‚Unruhigen Gästen‘“ (1921)
Leo A. Lensing: „Naturalismus, Religion und Sexualität. Zur Frage der Auseinandersetzung mit Zola in Wilhelm Raabes ‚Unruhige Gäste‘“. (1988)
Oppermann:
Barker Fairley: „Wilhelm Raabe. Eine Deutung seiner Romane.“ München 1961, S. 143
Wilhelm Fehse: „Raabes Kampf um seinen Roman ‚Unruhige Gäste‘“ (1938)
Rainer Gruenter: „Ein Schritt vom Wege. Geistliche Lokalsymbolik in Wilhelm Raabes ‚Unruhige Gäste‘“ (1966)
Joachim Müller: „Erzählstruktur und Symbolgefüge in Wilhelm Raabes ‚Unruhige Gäste‘“ (1962 und 1963).
Meyen nennt 25 Arbeiten aus den Jahren 1891 bis 1969.

## Ausgaben

### Erstausgabe
- Unruhige Gäste. Ein Roman aus dem Saekulum. 200 Seiten. Grote, Berlin 1886 (Grote’sche Sammlung Bd. 24)[34]

### Verwendete Ausgabe
- Unruhige Gäste. In: Karl Hoppe (Hrsg.): Wilhelm Raabe: Das ausgewählte Werk. Vierter Band. Aufbau-Verlag Berlin 1954, S. 235–373 (Lizenzgeber: Verlagsanstalt Hermann Klemm, Freiburg im Breisgau)

### Weitere Ausgaben
- Unruhige Gäste. 200 Seiten. Grote, Berlin 1912 (8. Aufl.)
- Unruhige Gäste. 200 Seiten. Grote, Berlin 1919
- Unruhige Gäste. Ein Roman aus dem Säkulum. S. 179–337 mit einem Anhang von Hans Oppermann, S. 545–571 in: Karl Hoppe (Hrsg.), Hans Oppermann (Bearb.): Wilhelm Raabe: Pfisters Mühle. Unruhige Gäste. Im alten Eisen. (2. Aufl.) Vandenhoeck & Ruprecht, Göttingen 1970. Bd. 16 (ohne ISBN) in Karl Hoppe (Hrsg.), Jost Schillemeit (Hrsg.), Hans Oppermann (Hrsg.), Kurt Schreinert (Hrsg.): Wilhelm Raabe. Sämtliche Werke. Braunschweiger Ausgabe. 24 Bde.
- Unruhige Gäste. 159 Seiten. Elsinor-Verlag, Coesfeld 2007 (1. Aufl.), ISBN 978-3-939483-07-6
- Meyen[35] führt fünf Ausgaben auf.
- Unruhige Gäste. Ein Roman aus dem Säkulum. Herausgegeben, kommentiert und mit einem Nachwort versehen von Rolf Parr. Wallstein Verlag, Göttingen 2024, ISBN 978-3-8353-5753-2

Trivia
Bei diesem in der zweiten Hälfte des 19. Jahrhunderts im Harz spielenden Roman wird der Borkenkäfer explizit als Gefahr für den Baumbestand angeführt.